# 祖舒·麥古奧迪
約書亞·若瑟·白賴仁·"祖舒"·麥古奧迪（英語：Joshua Joseph Brian "Josh" McQuoid，1989年12月15日—）是一名在英格蘭出生的北愛爾蘭足球員，場上司職前鋒或翼鋒，出身般尼茅夫青訓系統，於2011年1月轉投米禾爾，僅一個半球季後，便重返母會效力至今。他曾是北愛爾蘭國家隊成員之一，上陣5場。

## 外部連結
- Josh McQuoid player profile （页面存档备份，存于） at afcb.co.uk
- 足球数据库：祖舒·麥古奧迪的球员统计数据
- NIFG profile （页面存档备份，存于）
- Irish FA profile （页面存档备份，存于）